# ローヤルさわやか
ローヤルさわやかは、北陸ローヤルボトリング協業組合が製造・販売する炭酸飲料。単にさわやかとも呼ばれる。主に福井県で販売され、同県の地サイダーの一つとして知られる。
5種類の味があるが、メロン味が代表的な商品で、本項では特記のない限りメロン味のローヤルさわやかについて言及する。なお、メロン味は特にさわやかメロンと呼ばれている。

## 概要
甘めのメロン味がする炭酸飲料で、緑色をしている。メロンを選択した理由は、メロン味の炭酸飲料を他社がまだ発売していなかったのと色ですぐに味を想起できるからである。
地元福井県での知名度は高い。しかしながら、福井県外ではほとんど流通していない（石川県など一部の隣県でも販売されているという説がある）。
工場で毎日7千本ほどを生産し、県内のスーパーなどに出荷している。真夏やゴールデンウィークは需要が高まりこれ以上に生産量が増加する。
地下120メートルからくみ上げた井戸水に、独自の割合で酸味料などを配合し作られている。炭酸は子供でもごくごくと飲めるように微炭酸に仕上げられている。

### 歴史
1978年（昭和53年）に発売され、すぐに年間120万本ほど売れるヒット商品となった。発売当初は、駄菓子屋を中心に販売され瓶の容器であったが、世間では1980年代半ば頃から缶が主流となり、瓶のみだったローヤルさわやかの売り上げはピーク時の半分になってしまった。さらに、コンビニの増加に伴う駄菓子屋の減少により窮地に立たされることとなったが、様々な工夫を凝らし、事業を立て直していった。その後、2000年（平成12年）にペットボトル入りの販売を開始した。ペットボトル化当初はバイヤーや卸業者の反応はいまいちだったが、置く店が現れると、だんだんと注文が入るようになったという。

#### 商標としてのさわやか
ローヤルさわやかは、クリームソーダ飲料スマック同様、中小飲料メーカーの統一商標であり、かつて中部地方を中心に各県にオリジナルのさわやかが存在していた。福井県のさわやかはその歴史の名残りで、福井県のさわやかだけが唯一生き残った。ラベルは長野県の上高地にある大正池で、これも中部地方各県にさわやかが存在していた名残りである。

## メロン以外の味
2024年（令和6年）現在は、オレンジ、グレープ、レモン、ラムネ (さわやかブルー) などの他の味も販売している。